# Лондондерри, Энни
Энни Лондондерри (англ. Annie Londonderry; 1870—1947) — американская путешественница, журналистка и авантюристка. Первая женщина, объехавшая вокруг света на велосипеде. Представляла собой образ «новой женщины».

## Биография

### Ранние годы и брак
Энни родилась в Латвии, её настоящее имя Анна Коэн. В 1875 году её семья переехала в Бостон, где она, будучи пятилетним ребёнком, получила американское гражданство. В 1887 году родители Энни умерли. Её старшая сестра Сара на тот момент уже была замужем и жила в другом штате, поэтому заботу о младших брате (10 лет) и сестре (8 или 9 лет) взяли на себя 17-летняя Энни и её 20-летний брат Беннетт.
В 1888 Энни вышла замуж за Саймона Копчовски, мелкого торговца, и взяла двойную фамилию — Коэн-Копчовски. В последующие четыре года она родила трех детей. В то время как Саймон, набожный ортодоксальный еврей, посещал синагогу и изучал Тору, Энни занималась продажей рекламы в нескольких бостонских газетах.

### Путешествие вокруг света

#### Пари
В 1894 году бывший гарвардский студент, взявший псевдоним Пол Джонс, заявил, что тренируется для того, чтобы на спор совершить путешествие вокруг света на велосипеде. По его словам, ставка в его споре была 5 000 долларов. Однако две недели спустя оказалось, что никакого спора не было и новость была поддельной. Однако, она породила другой спор между двумя богатыми бостонскими мужчинами. Было поставлено 20 000 долларов против 10 000 на то, что ни одна женщина не сможет объехать на велосипеде вокруг света за 15 месяцев. Вероятнее всего одним из участников пари был врач Альберт Ридер, а другим полковник Альберт Поуп, владелец фабрики, которая, помимо прочего, производила велосипеды. В то время (1890-е годы) велосипед набирал всё большую популярность как транспорт, в том числе среди женщин, потому что обеспечивал им возможность более свободного передвижения. Широкое распространение велосипедов изменило моду: от тяжёлых материалов и длинных юбок женщины перешли на лёгкие ткани и шаровары. Женщина на велосипеде стала символом эмансипации. Помимо этого, несколько годами ранее Томас Стивенс стал первым мужчиной, объехавшим на велосипеде мир.
У Энни Копчовски было мало шансов принять участие в этом споре: она ни разу в жизни не ездила на велосипеде, была невысокой и худой и, к тому же, носила еврейскую фамилию своего мужа, когда в городе были антисемитские настроения. Плюс ко всему она была замужем и с тремя маленькими детьми (5, 3 и 2 года). Однако её семья нуждалась в деньгах. Тогда Энни нашла спонсоров — компанию Londonderry Lithia, которые заплатили ей 100 долларов за то, что на её велосипеде будет помещён плакат с их рекламой, а Энни будет представляться как «Энни Лондондерри» на протяжении всей поездки. Энни купила 42-фунтовый женский велосипед (при этом она сама весила приблизительно 100 фунтов) и отправилась в кругосветное путешествие.

#### Начало путешествия
Около 11 часов утра 27 июня 1894 года 24-летняя Энни начала своё путешествие из Капитолии штата Массачусетс. На женщине была длинная юбка, корсет и блузка с высоким воротником. С собой у Энни была сменная одежда и револьвер. На своём пути в первую точку назначения, Чикаго, она проложила маршруты, указанные в туристических справочниках: в них содержалась информация о расстояниях, дорожных условиях и отелях, делающих скидки велосипедистам. Благодаря хорошим погодным условиям Лондондерри преодолевала от 8 до 10 миль в день (около 13-ти и 16-ть километров соответственно).
К моменту своего прибытия в Чикаго 24 сентября Энни похудела примерно на 20 фунтов (9 кг) и утратила желание продолжать поездку. Приближалась осень, а ей было необходимо пересечь горы Сан-Франциско до первого снега, что было невозможно. Энни уже собиралась вернуться в Бостон, когда велосипедная компания Sterling Bicycle Co. предложила спонсировать её поездку. Компания подарила Энни мужской велосипед с надписью «The Sterling» на раме. У этой модели была одна передача и отсутствовали тормоза, зато она была на 20 фунтов легче предыдущего велосипеда Энни. Лондондерри также переоделась сначала из юбки в шаровары, а в дальнейшем и вовсе переключилась на мужские костюмы для верховой езды.

#### Европа и Азия
Сменив одежду и велосипед на более удобные, Энни преисполнилась решимости довершить задуманное и выиграть пари, даже несмотря на то, что ей оставалось всего 11 месяцев из 15. Она достигла Нью-Йорка и оттуда села на лайнер, плывший во Францию. 3 декабря она сошла на берег и тут же столкнулась с проблемами. Её велосипед и деньги конфисковали на таможне, а французские газеты публиковали оскорбительные статьи, высмеивавшие её внешний вид. Ей удалось преодолеть бюрократические препятствия, вернуть свои вещи и продолжить поездку. Несмотря на задержки и плохую погоду, спустя две недели после высадки на берег Лондондерри прибыла в Марсель. Одна её нога была перевязана, а сама она опиралась на руль из-за травм, полученных по дороге.
Энни покинула Марсель на пароходе. У неё оставалось всего 8 месяцев, чтобы завершить путешествие. Так как пари не предполагало минимальную дистанцию, которую она обязана проехать, Энни путешествовала по морю, останавливаясь в разных странах и совершая там однодневные поездки.

#### Возвращение в США
9 марта 1895 года Энни отплыла от берегов Японии и 23 марта достигла Сан-Франциско. В Эль-Пасо она и ещё несколько велосипедистов попали в аварию и чуть не погибли, а в Айове Энни сломала запястье и оставшуюся часть поездки совершала в гипсе.
12 сентября 1895 года, спустя 15 месяцев после отбытия, Лондондерри прибыла в Чикаго в компании двух велосипедистов, которых встретила в Айове. Таким образом Энни удалось выиграть пари и получить 10 000 долларов от проигравшего. Журнал New York World озаглавил посвящённую ей статью «Самое необыкновенное путешествие, когда-либо проделанное женщиной».

### Создание образа
Энни была талантливой предпринимательницей и рассказчицей. Её поездка стала возможной только благодаря тому, что она привлекла внимание СМИ и, соответственно, спонсоров, которые хотели, чтобы на её велосипеде висела их реклама. А во время самого путешествия она давала лекции, рассказывая о своих приключениях, при этом часто выдумывая детали, таким образом создавая нужный ей образ. Эти истории привлекли ещё большее внимание СМИ, увеличив её популярность. Например, во Франции Энни рассказывала, что она сирота, получившая богатое наследство, выпускница Гарварда, изобретательница и племянница сенатора США. А когда Лондондерри была в США, она рассказывала, как вместе с немецкой королевской семьёй охотилась на тигров в Индии, а в Японии попала в тюрьму с пулевым ранением. Так Энни удалось создать из себя бренд, который потому успешно продавался.
Энни также продавала свои фотографии, автографы и сувениры. После возвращения домой Энни приняла предложение написать статью о своих приключениях, а затем переехала в Нью-Йорк, чтобы продолжить карьеру журналистки. В её первой статье говорилось: «Я журналистка и „Новая женщина“, если этот термин передаёт мою веру в то, что я могу делать всё то же самое, что и мужчины».

## Фильм
В 2013 году режиссёр Джиллиан Уильямс сняла 27-минутный документальный фильм об Энни Лондондерри «The New Woman: Annie „Londonderry“ Kopchovsky».